# Cratère de Gweni-Fada
Le cratère de Gweni-Fada est un cratère météoritique situé au nord du Tchad

## Histoire
La structure de Gweni-Fada a d'abord été observée sur la carte NE 34 X de l'IGN (Institut géographique national, France) et sur photographies aériennes des années cinquante ayant servi à établir cette carte par Alain Beauvilain (université de Paris X-Nanterre), puis sur image satellitaire et photographies aériennes à basse altitude de mars 1995 (fournies spécialement par l'Armée de l'Air française, opération Epervier). En mars 1995, à l'initiative du CNAR (Centre national d'appui à la recherche de la république du Tchad), une équipe composée de scientifiques français (Pierre Vincent, professeur émérite de l'université Blaise Pascal de Clermont-Ferrand, Alain Beauvilain du CNAR, Najia Beauvilain étant interprète et intendante de cette expédition) parcourent le cratère et échantillonnent la structure. Plusieurs échantillons témoigneront au laboratoire de la violence du métamorphisme de choc et donc de l'origine météoritique du cratère.

## Caractéristiques
Centrée à 17°22'N et 21°45'E, légèrement plus large dans la direction NW-SE (cf. carte topographique), la structure asymétrique est profondément érodée. Une large dépression (ø 12 km) forme un croissant autour des deux tiers de la zone complexe interne. Du côté nord, un anneau externe élevé de grès à pendage externe entoure la dépression. 
Dans sa partie sud, la dépression externe est absente. La zone intérieure (ø 10 km) consiste en un terrain accidenté avec des collines de plusieurs centaines de mètres de hauteur. Ces dernières peuvent être des vestiges du soulèvement central (voir la carte topographique).
Son âge serait au maximum de 345 millions d'années (Carbonifère). Bien que situé dans les mêmes terrains, il est plus âgé que celui proche d'Aorounga car la couche d'impactite qui devait nécessairement le recouvrir a disparu sous l'effet de l'érosion tandis qu'elle est épaisse à Aorounga,,. 
Alors que les anneaux concentriques de l'astroblème d'Aorounga témoignent que le bolide a frappé la Terre de manière quasi verticale, à Gweni-Fada la légère inclinaison nord-sud du bolide a compressé et bousculé les terrains gréseux dans la partie sud de l'astroblème y créant un petit sommet régional.

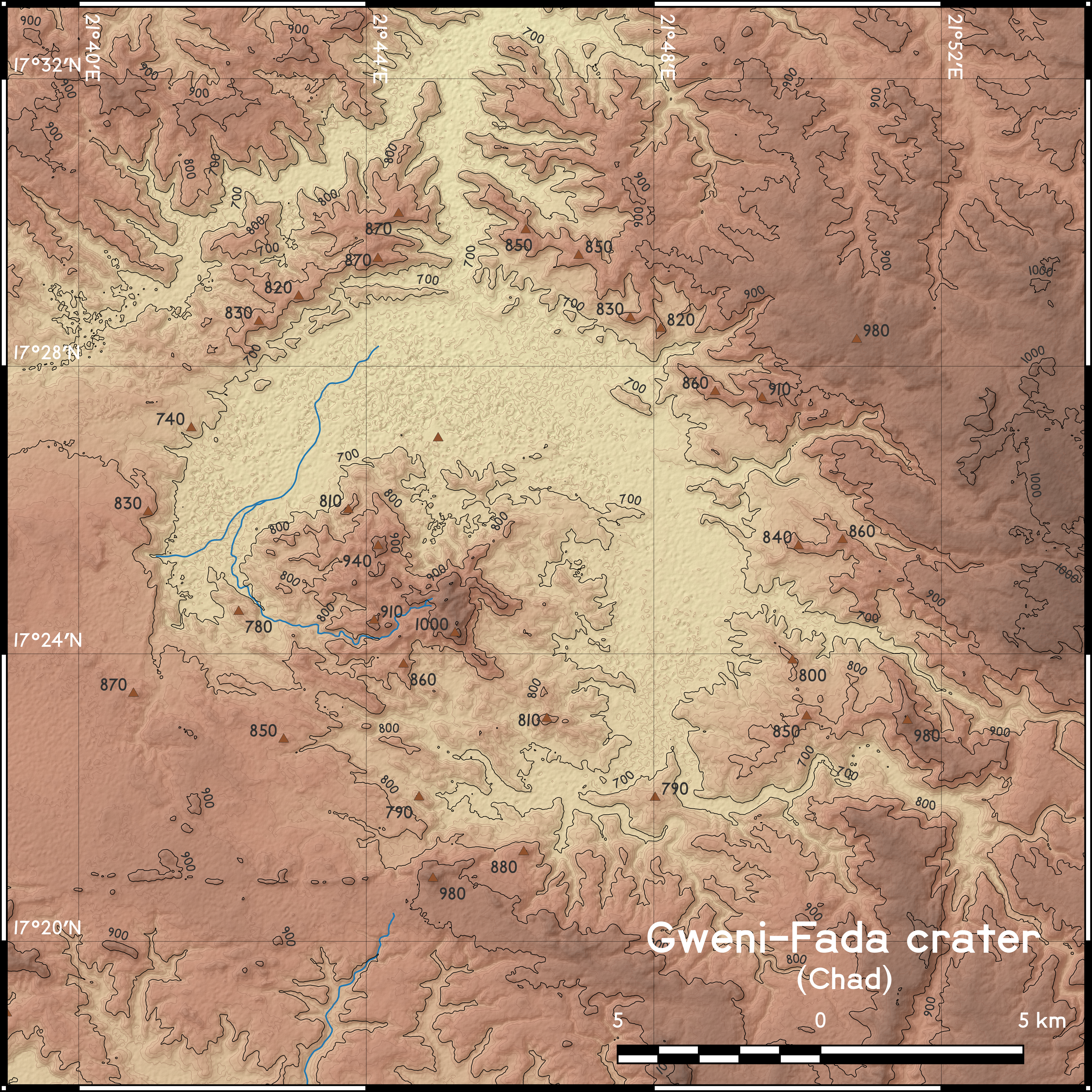
Carte topographique du cratère Gweni-Fada.